# Mike Ireland

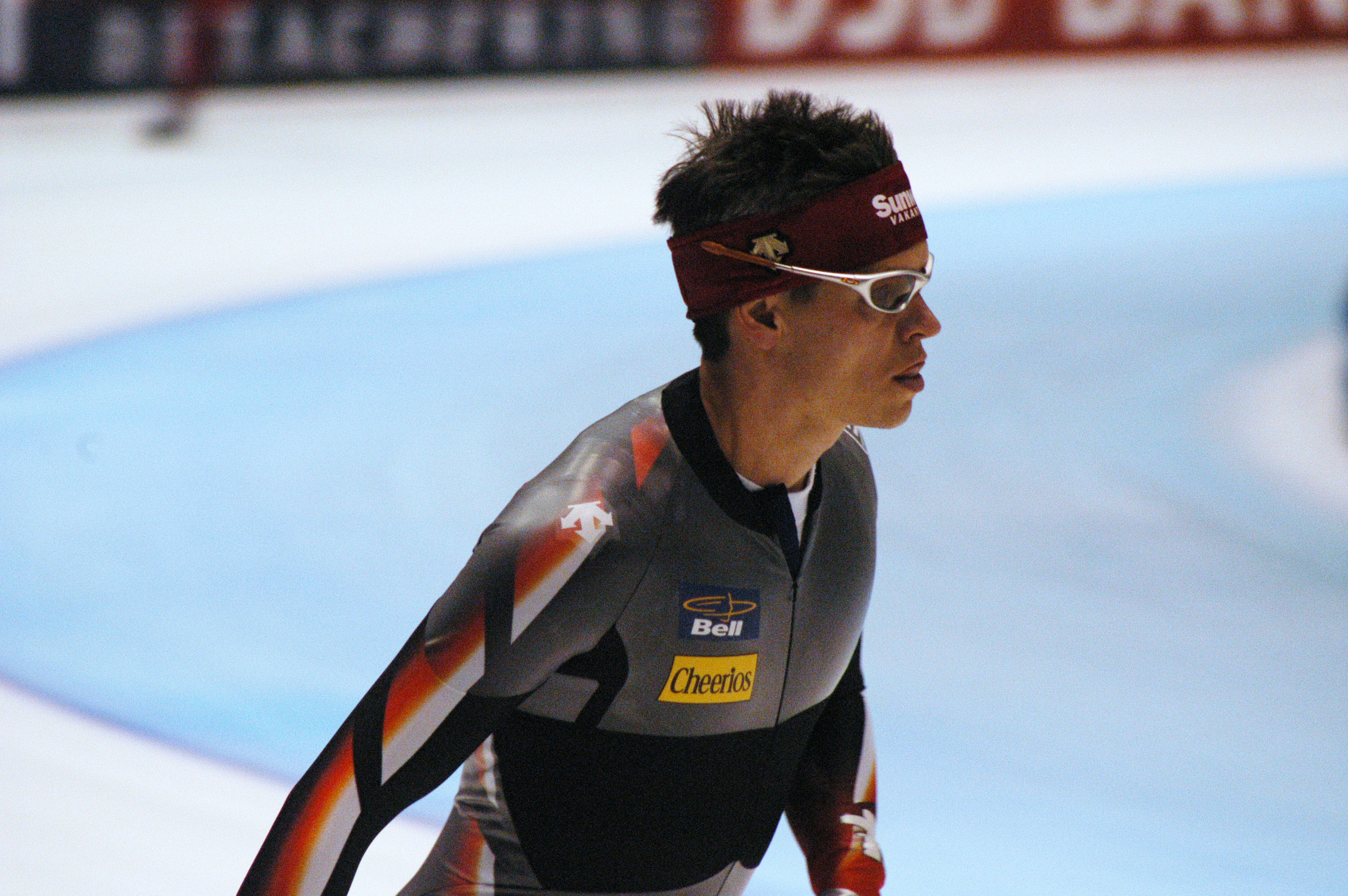
Mike Ireland (2007)

Michael „Mike“ Ireland (* 3. Januar 1974 in Winnipeg, Manitoba) ist ein kanadischer Eisschnellläufer.
Im Jahr 2001 wurde er Sprint-Weltmeister. Außerdem gewann er bei Weltmeisterschaften zahlreiche Medaillen. 
Bei Olympischen Winterspielen konnte er bei drei Teilnahmen keine Medaille gewinnen.